# Spetsstjärtad snäppa
Spetsstjärtad snäppa (Calidris acuminata) är en stor Calidris-vadare som häckar i nordöstra Asien. Fågeln är en sällsynt gäst i Europa. Den är närmast släkt med brushanen och myrsnäppan. Arten minskar kraftigt i antal, så pass att den sedan 2022 kategoriseras som sårbar av IUCN.

## Utseende och läte

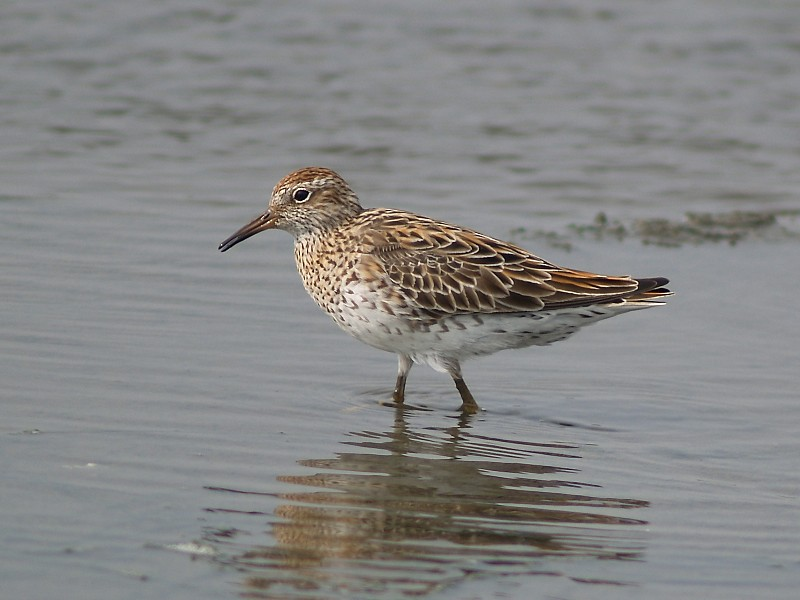
Spetsstjärtad snäppa i vinterdräkt

Spetsstjärtad snäppa påminner om andra mindre Calidris-vadare som tuvsnäppan men är större och mer långbent. Dess bröstteckning har också en klinal övergång mot buken vilket är ovanligt hos många andra Calidris-vadare. Den mäter i genomsnitt 17–21 centimeter och har ett vingspann på 36–43 centimeter. Hanarna väger 53–114 gram och honorna 39–105 gram.
Adulta i häckningsdräkt har rödbrun, kraftigt streckad hjässa och ett tydligt vitt ögonbrynsstreck, speciellt bakom ögat. Den har en varmt ockrabrun ovansida med mörka fjädercentra och vit undersida. Bröstet är upptill kraftigt streckat och fläckat i svart mot en varmt gulbeige botten. Den saknar en tydlig uppdelning mellan bröstteckningen och det ljusa bröstet. På kroppssidan och undergumpen övergår strecken i tydliga pilspetsfläckar och vinkelstreck.
I vinterdräkt är den gråare på ovansida än i häckningsdräkt men behåller den rödbruna hjässan. Juvenilen har ett kontrastrikt tecknat, ljust "ansikte". Den har i övrigt en liknande teckning som den adulta men är mindre mörktecknad på det varmt beigefärgade bröstet, och saknar helt de mörka markeringarna på kroppssida och undergump. Skulderfjädrarna har en vit nedre bräm och den har ett vitt "V" på manteln. I alla dräkter har den ganska långa gul- till grönaktiga ben och lätt nedåtböjd mörk näbb med brun- eller rosa-aktig nedre näbbas och en tunn vit orbitalring.
På häckningsplatsen har den ett högfrekvent kvitter som påminner om ladusvalans. Dess lockläte är en pipande vissling.

## Utbredning
Spetsstjärtad snäppa är en långflyttare som häckar i nordöstra Asien. Merparten övervintrar långt söderut i Australien, Nya Zeeland, Nya Guinea och på öar i Polynesien, Mikronesien, Melanesien och Hawaii, men vissa övervintrar så långt norrut som Taiwan. I Australien är den en av de mest vanliga migrerande vadarfåglarna och den förekommer såväl utmed kusterna som över hela kontinenten i lämpliga biotoper. Under höstflytten passerar arten årligen Alaska och observeras även längre söderut i Nordamerika. Adulta fåglar flyttar över inlandet medan juvenilerna flyttar utefter kusten.
I Västeuropa är spetsstjärtad snäppa en mycket sällsynt gäst. I Sverige påträffades arten första gången i Hallstavik, Uppland i juli 1975. Därefter har den med säkerhet observerats ytterligare sju gånger, senast på Öland 2008.

## Taxonomi och systematik
Spetsstjärtad snäppa beskrevs som art 1821 av Thomas Horsfield, då i släktet Totanus. Idag förs den istället till släktet Calidris. En studie från 2012 visar att dess närmaste släktingar är brushane och myrsnäppa som därför också förts till Calidris. Spovsnäppan är tillsammans med spetsstjärtad snäppa förälder till den ovanliga vadarhybriden coopersnäppa ("Calidris"×cooperi).

## Ekologi
Spetsstjärtad snäppa häckar på den södra arktiska och subarktiska tundran, i kuperad miljö med fuktig växtlighet och videbuskage.  I övervintringsområdena förekommer den vid våtmarker, risfält och gyttjiga tidvattenstränder. Vid våtmarker uppträder den ofta på torrare område vid ytterkanten.

### Häckning
Häckningssäsongen infaller kring juni månad och inleds med att hanen ägnar sig åt spelflykt. Boet är en uppskrapad grund grop i marken som fodras med några videlöv och den lägger fyra oliv- till brunfärgade ägg som är fläckade i mörkbrunt.

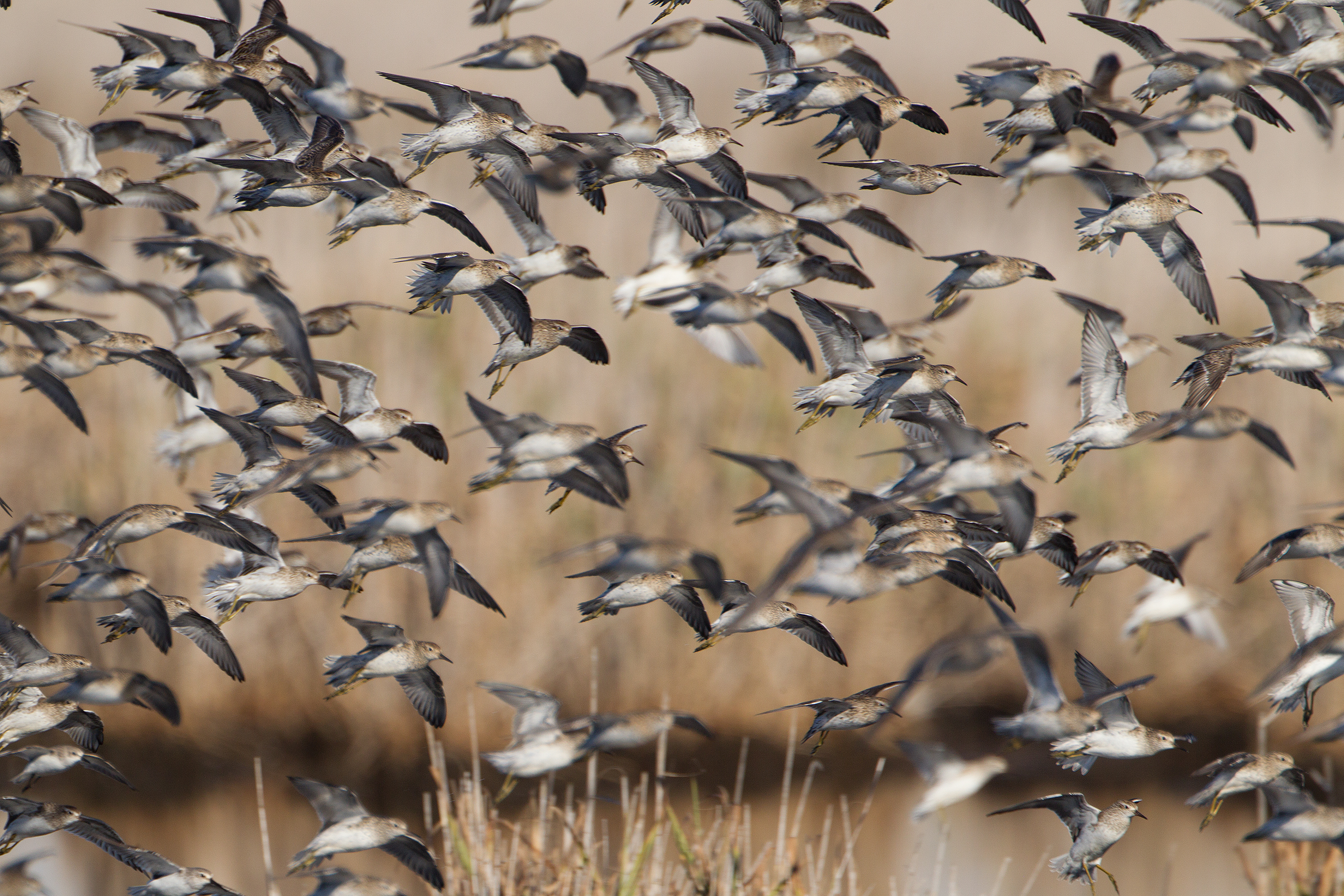
Flock med spetsstjärtade snäppor som lyfter, uppstötta av en australisk kärrhök (Circus approximans). I Hexham Swamp, Newcastle, New South Wales i Australien.

### Föda
Den lokaliserar sina byten med hjälp av synen och plockar bytena på ytan med näbben, ibland födosöker den även djupare med näbben i gyttja eller mjuk jord. Arten lever främst av insekter och mindre ryggradslösa djur.

## Status och hot
Arten har ett stort utbredningsområde, men baserat på data från övervintrande populationen i Australien minskar den kraftigt i antal, med heal cirka 45 % under tre generationer. Orsaken tros vara habitatdegradering, föroreningar och klimatförändringar. Internationella naturvårdsunionen IUCN tar sedan 2022 upp den på sin röda lista över hotade arter, placerad i kategorin sårbar (VU). Världspopulationen uppskattas till mellan 60 000 och 120 000 vuxna individer.

## Taxonomi och namn
Arten beskrevs vetenskapligt av Horsfield 1821. Spetsstjärtade snäppans vetenskapliga artnamn acuminata betyder just "spetsig".